# Iomys horsfieldii
Iomys horsfieldii is een zoogdier uit de familie van de eekhoorns (Sciuridae). De wetenschappelijke naam van de soort werd voor het eerst geldig gepubliceerd door Waterhouse in 1838.